# Culcita (zeester)
Culcita is een geslacht van zeesterren uit de familie Oreasteridae.

## Soorten
- Culcita coriacea Müller & Troschel, 1842
- Culcita novaeguineae Müller & Troschel, 1842
- Culcita schmideliana (Retzius, 1805)